# 蘇絲提納 (阿拉斯加州)
蘇絲提納（英語：Susitna）是位於美國阿拉斯加州馬塔努斯卡-蘇西特納自治市鎮的一個非建制地區和人口普查指定地區。根據2010年美國人口普查，該地共人口18人，而該地的面積約為411.40平方千米。

## 地理
蘇絲提納的座標為61°33′27″N 150°34′36″W / 61.55750°N 150.57667°W，而該地的平均海拔高度為10米（即33英尺）。